# Claude Sérillon
Claude Sérillon, né le 20 octobre 1950 à Nantes, est un journaliste français.

## Biographie
Claude Sérillon est élève à l'école du Breil-Malville, puis du lycée Jules-Verne ; il fait des études supérieures de lettres à l'université de Nantes, obtenant une licence. Encore étudiant, il débute dans le journalisme en 1970, comme pigiste pour le quotidien Presse-Océan. Il fait son entrée dans ce journal à l'occasion d'un voyage en Norvège : il propose alors un reportage sur le club de football Strømsgodset IF, champion de Norvège 1970, que le FCN (Football Club de Nantes) doit rencontrer un peu plus tard en Coupe d'Europe. Dans l'après-midi du 28 janvier 1972, au cours de sa tournée des informations, il se trouve place Saint-Pierre alors que débute l'incendie de la cathédrale de Nantes ; il est donc le premier journaliste présent sur les lieux, suivant les pompiers dans les combles du bâtiment, et son reportage constitue une part essentielle du journal du lendemain, dont la première page comporte seulement une photo de l'incendie et la mention « 16 h 19 ».

### Télévision
En 1973, il intègre l'ORTF Île-de-France. Il arrive à Antenne 2 en 1975, et prend les commandes du journal de 18 h 45 l'année suivante, en 1976 jusqu'en 1979.
En 1979, il est chargé de la revue de presse dans Antenne 2 Midi, mais en est remercié pour avoir abordé l'affaire des diamants de Bokassa, mettant en cause Valéry Giscard d'Estaing,.
Il intègre à nouveau la rédaction en juillet 1981 comme rédacteur en chef du service société, et présente le Journal de 20 heures en été 1982. En février 1984, il quitte Antenne 2 pour TF1 afin d'y présenter le Journal de 20 heures de la Une qui se trouve alors en perte de vitesse face au tandem Christine Ockrent / Bernard Rapp. Toutefois, il n'adhère pas à la nouvelle "mise en scène" du JT engagée par Alain Denvers en janvier 1985. Il retourne sur Antenne 2 pour présenter le 20 h en alternance avec Bernard Rapp à partir du 6 janvier 1986. Il devient ainsi un des rares présentateurs, avec PPDA et Bruno Masure, à avoir été titulaire du 20 h des deux principales chaînes nationales. 
Renvoyé du journal de 20 heures en juillet 1987 sur pression du gouvernement Chirac pour avoir « maltraité » le préfet de police de Paris dans l'affaire Malik Oussekine, mais surtout à l'approche de la présidentielle, Claude Sérillon doit attendre onze ans pour reprendre le même poste, en août 1998, en remplacement de Daniel Bilalian.
Pendant les Jeux olympiques d'hiver de 1992, se déroulant à Albertville, il anime quelques « talk-shows » sur la chaîne éphémère Euro HD, mise en place par l'ORTO 92 (créée par les chaînes publiques françaises France Télévision pour promouvoir la télévision haute définition au format HD Mac diffusé en D2MAC), en compagnie de Daniel Cazal.

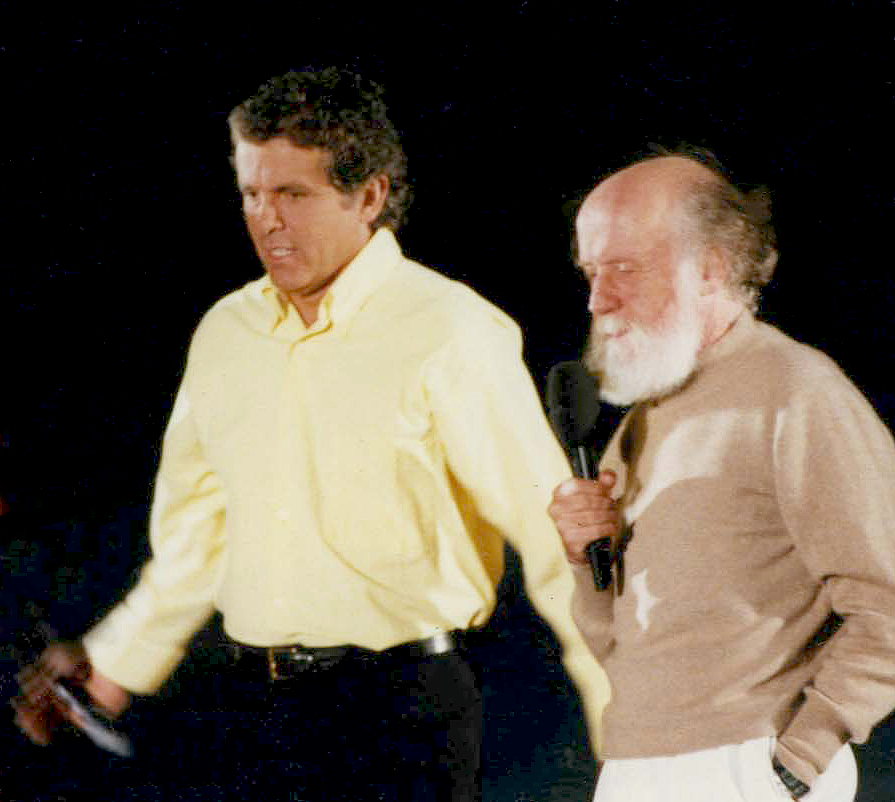
Aux côtés de l'astrophysicien Hubert Reeves à Toulouse en 1997.

Toutefois, il reste fidèle à Antenne 2 et enchaîne plusieurs émissions de reportages et de débats comme Édition spéciale, Place publique, conçues avec Serge Moati, Raison de plus ou Géopolis, sans oublier la coprésentation pendant dix années du Téléthon et des soirées Nuits des étoiles au côté d'Hubert Reeves. Lors d'un Téléthon, interviewant Michel Boujenah, qui raconte des anecdotes rocambolesques, Claude Sérillon est pris d'une crise de fou rire très communicatif, et propre à lui.

### France 2
Le 17 août 1998, on lui rend les rênes du 20 heures sur France 2 où il propose alors un JT remanié. L'audience néanmoins demeure inférieure à celle de la Une.
Le 13 septembre 1999, fidèle à sa réputation d'indépendance, il réalise une interview sans concession de Lionel Jospin alors Premier ministre, qui s'en montre peu satisfait,. La présidentielle approchant, Sérillon, tout comme en 1987, devient un interviewer « boudé à gauche et peu apprécié à droite ». Le 12 juillet 2001, il arrête le journal, et, Olivier Mazerolle, nouveau patron de l'information de la chaîne, lui retire la présentation du JT, et, en septembre, il est remplacé par David Pujadas, débauché de LCI.
Par la suite, il quitte France 2 et retrouve ainsi intégralement sa liberté de parole. En 2002, Patrick Chêne fait appel à lui pour son projet de dynamisation de la chaîne Santé Vie mais la chaîne cesse d'émettre un an plus tard.

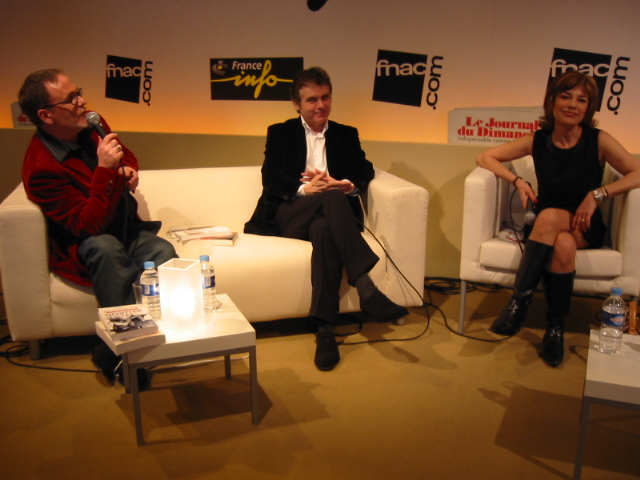
Claude Sérillon (au centre) lors du Salon du livre de Paris en 2004.

De 2007 à 2012, il rejoint l'équipe de Michel Drucker en tant que chroniqueur, dans la seconde partie de l'émission Vivement dimanche prochain sur France 2, afin de présenter au sein d'une rubrique l'actualité cinématographique et littéraire du moment. Il quitte l'émission, déclarant en septembre 2012 vouloir se consacrer à de nouveaux projets.
Depuis 2007, il coprésente avec Dominique Roederer l'émission politique hebdomadaire Ôtrement dit diffusée sur France Ô et sur les radios et les télévisions de RFO en Outre-mer.

### Les années 2010
En janvier 2009, il annonce publiquement sa candidature à la présidence de Public Sénat. Il se retrouve ainsi face à Pierre Sled, Thierry Guerrier, Gilles Leclerc et Ghislain Achard. Au troisième tour, il se retrouve face au candidat Gilles Leclerc, alors chef du service politique de la rédaction de France 2. Le 28 avril, Gérard Larcher, président du Sénat tranche entre les deux candidats pour la présidence de Public Sénat.
À l'issue d'un long processus de sélection entamé début mars, mené par une commission de sélection du Sénat, Gilles Leclerc a finalement été nommé par Gérard Larcher président de la chaîne parlementaire Public Sénat le 29 avril 2009.

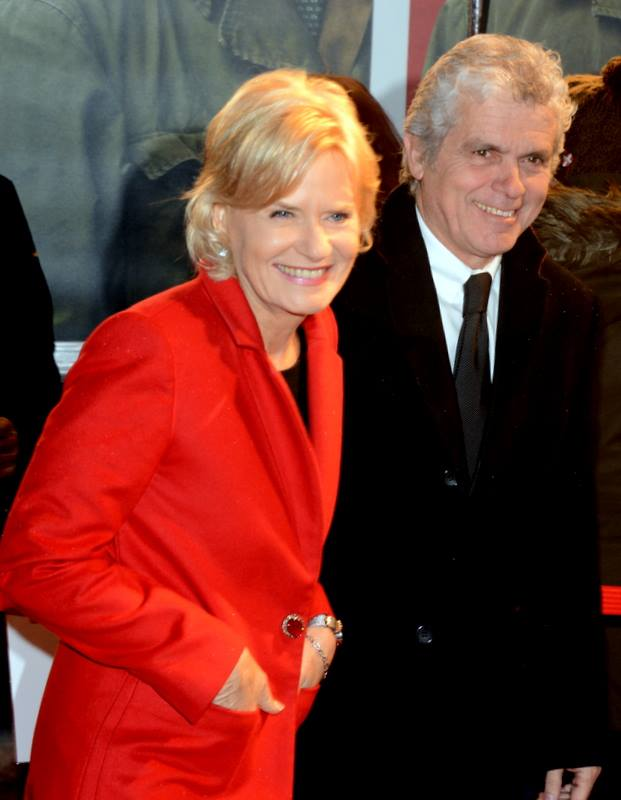
Claude Sérillon et sa compagne Catherine Ceylac en février 2014.

Claude Sérillon fait partie de l'équipe de communication de François Hollande, candidat du Parti socialiste à l'élection présidentielle française de 2012, élu président de la République le 6 mai 2012. Le 3 janvier 2013, il est nommé conseiller à la présidence de la République, pour renforcer le service de communication de l'Élysée,, qualifié de « spin doctor de l’Élysée » par un média. Au début février 2014, sa mission évolue et est désormais concentrée sur la communication Web de l'Élysée. Le 10 juin 2014, Le Monde et Europe 1 annoncent la fin de sa mission auprès du chef de l'État. Sa démission est effective le 16 juillet de la même année.
Depuis novembre 2015, il est chroniqueur pour les journaux du groupe Centre-France.
En 2017, il publie à nouveau un  recueil de nouvelles, La Conversation. L'ouvrage est finaliste du Prix Goncourt de la nouvelle 2017.

## Émissions présentées

### Animateur de Télévision
- 1976-1979 : Journal de 18h45 (Antenne 2)
- 1982 et 1986-1987 : Journal de 20 heures (Antenne 2)
- 1984-1985 : Journal de 20 heures (TF1)
- 1987-1990 : Haute Curiosité (Antenne 2)
- 1987-1996 : Téléthon (Antenne 2) et (France 2)
- 1988-1989 : Edition spéciale (Antenne 2)
- 1988-1991 : Les Dossiers de l'écran (Antenne 2)
- 1989 : Place publique (Antenne 2)
- 1990 : Une fois par jour (Antenne 2)
- 1992-2001 : Les Nuits des étoiles (Antenne 2) et (France 2)
- 1992 : Résistances (Antenne 2)
- 1992 : Raison de plus (Antenne 2)
- 1992-1996, 1999-2001 : Géopolis (France 2)
- 1996-1997 : C'est à suivre... (France 2)
- 1998-2001 : Journal de 20 heures (France 2)
- 2001 : Rendez-vous politiques du jeudi (France 2)
- 2002-2003 : Bistouri (Santé Vie)
- 2007-2008 : Ôtrement dit (France Ô)

### Chroniqueur
- 2007-2012 : Vivement dimanche prochain (France 2)

## Publications
- De quoi je me mêle (essai), Balland, 1987.
- Un certain sentiment d'injustice, avec Jean-Louis Pelletier, 1988.
- Le Bureau (roman), Lattès, 1996.
- Une femme coupable (roman), Grasset et Fasquelle, 1999.
- Dis-moi je t'aime (nouvelles), Balland, 2004.
- Le Cap et la Route, entretiens avec Jean Glavany, Éditions Privat, 2005.
- Tu dors ? Non je rêve (nouvelles), Éditions du Panama, 2006.
- Les Années 70, avec Blandine Houdart, Laura Cuisset et Clara Engel, Éditions du Chêne, 2006.
- Les Années 80, Éditions du Chêne, 2006.
- Les Années 90, Éditions du Chêne, 2007.
- Les Mots de l'actu, Éditions Marabout, 2009.
- Dire du mal, Éditions Descartes & Cie, 2015.
- La Conversation (nouvelles), Cent Mille Milliards, 2017.
- Se donner rendez-vous (poésie), Éditions Atelier Baie & François Fontès, 2022.